# Makthar
Makthar o Maktar (àrab: مَكْثَر, Makṯar) és una ciutat de Tunísia situada uns 30 km al sud-oest de Siliana, a la governació de Siliana, a quasi 1.000 metres sobre el nivell del mar. La ciutat té 12.942 habitants i és capçalera d'una delegació amb 34.860 habitants el 2004.

## Patrimoni
A la seva rodalia es troba l'important jaciment arqueològic de Maktaris o Mactaris, amb les restes de la ciutat romana homònima. El jaciment compta amb nombrosos llocs d'interès: Schola Juvenes, fòrum, termes, amfiteatre, temple de Baccus, arc de triomf dedicat a Trajà, basílica i tombes romanes d'Orient…

## Economia
Tot i la proximitat de l'important jaciment de Maktaris, l'activitat turística és limitada, i la majoria de la població viu de l'agricultura. El govern ha establert a la ciutat una zona industrial.

## Història
Ciutat fundada pels númides com a punt de defensa contra els cartaginesos, fou poblada pels púnics després de la conquesta i destrucció de Cartago pels romans (145 aC) i va servir finalment sota els romans i romans d'Orient com a defensa contra els amazics.
Va obtenir l'estatut de ciutat lliure el 46 aC i fou colònia romana el 176, moment en què va arribar al seu punt de màxim desenvolupament. Al segle iii fou seu d'un bisbat. Fou destruïda pels vàndals i després al segle xi pels Banu Hilal.

## Administració
És el centre de la delegació o mutamadiyya homònima, amb codi geogràfic 24 57 (ISO 3166-2:TN-12), dividida en onze sectors o imades:
- Makthar Nord (24 57 51)
- Makthar Sud (24 57 52)
- Sayar (24 57 53)
- El Garâa (24 57 54)
- Bez (24 57 55)
- Beni Hazem (24 57 56)
- Ras El Ouedi (24 57 57)
- Saddine (24 57 58)
- Chouarnia (24 57 59)
- Sened El Haddad (24 57 60)
- Soualem (24 57 61)

Al mateix temps, forma una municipalitat o baladiyya (codi geogràfic 24 16).